# Antígona (Traetta)

Antígona (título original en italiano, Antigone) es una ópera en tres actos con música de Tommaso Traetta y libreto en italiano de Marco Coltellini, basado en la tragedia Antígona de Sófocles. 
Antígona se estrenó en el Teatro Imperial de San Petersburgo, Rusia el 11 de noviembre de 1772. Esta ópera rara vez se representa en la actualidad; en las estadísticas de Operabase aparece con sólo 1 representación en el período 2005-2010.

## Personajes
| Personaje | Tesitura | Reparto del estreno, 11 de noviembre de 1772 |
| --------- | -------- | -------------------------------------------- |
| Antigona  | soprano  | Caterina Gabrielli                           |
| Ismene    | soprano  | Francesca Gabrielli                          |
| Creonte   | tenor    | Antonio Prati                                |
| Emone     | castrato | Angiolo Monanni                              |
| Adrasto   | tenor    | Antonio Amati                                |

## Argumento
La historia que se relata es la clásica de Antígona, si bien con un final feliz. Como precedentes a la ópera está el mito de Edipo, expulsado de Tebas. El trono es ocupado por sus dos hijos, Eteocles y Polinices.
En el Acto I, Eteocles y Polinices, interpretados por bailarines, luchan entre sí y se matan. Creonte se hace así con la corona de Tebas y decreta que Eteocles debe ser enterrado con honores, pero Policines deberá quedar insepulto.
Antígona, hermana de ambos difuntos, quema el cadáver de Polinices por la noche. Su amado Hemón llega para advertirla, justo antes de que lleguen Adrasto y sus guardias. Al principio piensan que Hemón es el que ha quebrantado la ley, pero Antígona dice que ha sido ella, de manera que Creonte la condena a ser enterrada viva.
En el Acto III Creonte y los tebanos miran a Antígona cómo es encerrada en una caverna. Adrasto llega con la noticia de que, aparentemente, Hemón se ha suicidado. Pero Hemón ha sobrevivido y alcanza la caverna donde pretende morir con Antígona. Cuando piensan ya en apuñalarse para lograr una muerte rápida, llegan los soldados para demoler el muro. Creonte se ha arrepentido de su acción y revoca la sentencia de muerte. La ópera termina con una ceremonia matrimonial para los dos amantes rescatados.

## Grabación
- Antigona María Bayo, Anna Maria Panzarella, Carlo Vicente Allemano, Laura Polverelli, Gilles Ragon, Les Talens Lyriques, dirigido por Christophe Rousset (Decca, 2000)